# Kobiljača
Kobiljača är en ort i Bosnien och Hercegovina.   Den ligger i entiteten Federationen Bosnien och Hercegovina, i den centrala delen av landet, 14 km väster om huvudstaden Sarajevo. Kobiljača ligger 598 meter över havet och antalet invånare är 376.
Terrängen runt Kobiljača är lite kuperad.Runt Kobiljača är det ganska tätbefolkat, med 93 invånare per kvadratkilometer.. Närmaste större samhälle är Sarajevo, 13,5 km öster om Kobiljača. 
Omgivningarna runt Kobiljača är en mosaik av jordbruksmark och naturlig växtlighet.